# Futuroscope (stacja kolejowa)
Futuroscope – stacja kolejowa przeznaczona dla pociągów TGV, zbudowana na linii Tours – Bordeaux, ok. 10 km na północ od Poitiers. Posiada bezpośrednie połączenie z parkiem rozrywki Futuroscope.
Mimo że stacja nie jest położony na LGV, korzystają z niego wyłącznie pociągi TGV. Układ stacji jest podobny do innych stacji TGV, z czterema torami, z czego dwa środkowe pozwalają pociągom na przejazd z pełną prędkością, a pozostałe 2 są położone przy dwóch peronach, umieszczonych na zewnątrz torów przelotowych.